# ペッカ・スオルサ
ペッカ・スオルサ（Pekka Antero Suorsa、1967年12月8日 - ）はフィンランド、オウル州カヤーニ出身の元スキージャンプ選手。

## プロフィール
スオルサは16歳になった1983-1984シーズンのスキージャンプ週間で国際大会にデビューした。
1985-1986シーズンが彼のベストシーズンとなった。12月8日（カナダ、サンダーベイ）、18歳の誕生日にスキージャンプ・ワールドカップで初めての一桁順位となる8位となり、12月22日のシャモニーでワールドカップ初勝利、12月30日のオーベルストドルフで2勝目をあげた。
3月2日のラハティスキーゲームズでも2位に入り、このシーズンのワールドカップ総合で自己最高位の5位となった。
1987年ノルディックスキー世界選手権代表となり、90m級6位、団体戦ではマッチ・ニッカネン、アリ＝ペッカ・ニッコラ、トゥオモ・ユリプリとともに金メダルを獲得、70m級で13位となった。
1988年カルガリーオリンピックでは90m級に出場、38位に終わった。1989-1990シーズンを最後に国際大会から退いた。ワールドカップ通算2勝（2位2回　3位1回）。